# Алан Гарсија
Алан Габријел Лудвиг Гарсија Перез (шп. Alan García; Лима, 23. мај 1949 — Лима, 17. април 2019) био је перуански левичарски политичар, најпознатији по томе што је од 1985. до 1990. био председник Перуа, а године 2006. поновно изабран, победивши радикално левог кандидата Ољанту Умалу. На председничким изборима 2011. године победио је Ољанта Умала који га је наследио на тој позицији.
Алан Гарсија, изабран као кандидат умерено леве странке АПРА, је на почетку свог првог мандата био слављен као латиноамерички Кенеди, али се врло брзо показало како није у стању да се суочи с озбиљним економским, социјалним и политичким проблемима своје земље. Перуанска економија је доживела колапс и сурвала се у хиперинфлацију, а све већи социјални проблеми су створили плодно тло за маоистички герилски покрет Сендеро Луминосо. У настојању да герилу сузбије војном силом, перуанске снаге сигурности су починиле низ злочина и бруталних гажења људских права. 
Разочарење Гарсијом је омогућило десничарском кандидату Алберту Фуџиморију да дође на власт 1990.
Алан Гарсија се 2006. године поновно кандидовао за председника. У првом кругу је добио мање гласова од Умале, али у другом кругу су за њега глас дали присталице поражене десничарске кандидаткиње Лурдес Флорес Нано.
Преминуо је 17. априла 2019. године након што је себи пуцао у главу када је полиција дошла у његову кућу да га ухапси због случаја подмићивања.